# Hoa hậu Trái Đất 2022
Hoa hậu Trái Đất 2022 là cuộc thi Hoa hậu Trái Đất lần thứ 22 được tổ chức vào ngày 29 tháng 11 năm 2022 tại Hội trường Cove Manila, Parañaque, Vùng đô thị Manila, Philippines. Đây là sự kiện đánh dấu cuộc thi Hoa hậu Trái Đất trở lại hình thức tổ chức trực tiếp kể từ năm 2019 do ảnh hưởng của đại dịch COVID-19. Hoa hậu Trái Đất 2021 - Destiny Wagner đến từ Belize đã trao lại vương miện cho người kế nhiệm, cô Mina Sue Choi, đến từ Hàn Quốc.

## Kết quả

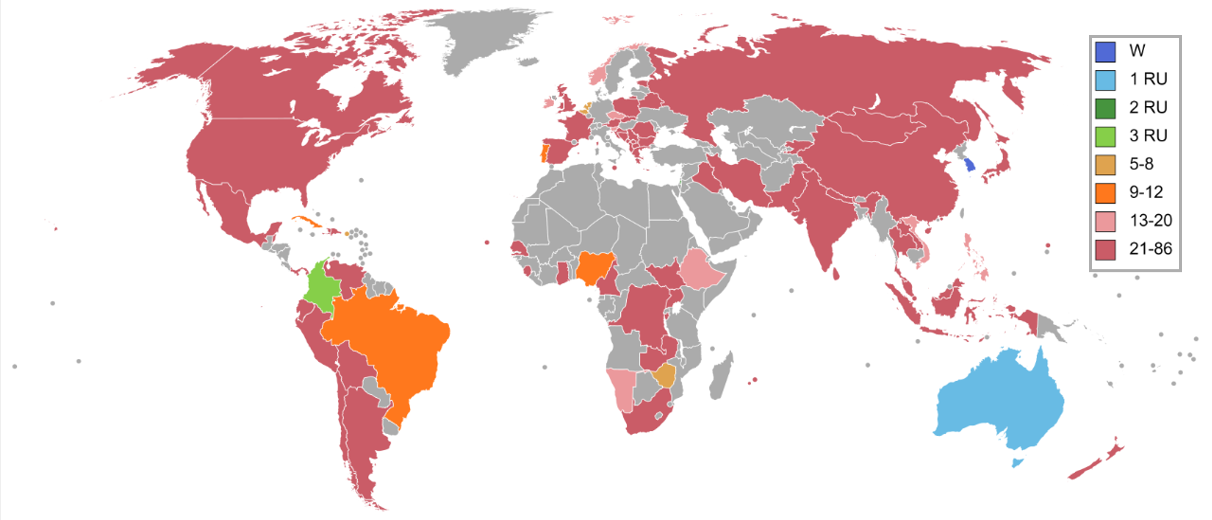
Các quốc gia và vùng lãnh thổ tham gia Hoa hậu Trái Đất 2022 và kết quả.

Khách sạn Okada Manila, Parañaque, Philippines, địa điểm chính thức diễn ra cuộc thi Hoa hậu Trái Đất 2022.

### Thứ hạng
| Kết quả                     | Thí sinh |
| --------------------------- | --- |
| Hoa hậu Trái Đất 2022       | - Hàn Quốc – Mina Sue Choi |
| Hoa hậu Không khí (Á hậu 1) | - Úc – Sheridan Mortlock |
| Hoa hậu Nước (Á hậu 2)      | - Palestine – Nadeen Ayoub |
| Hoa hậu Lửa (Á hậu 3)       | - Colombia – Andrea Aguilera |
| Top 8                       | - Bỉ – Daphné Nivelles - Hà Lan – Merel Hendriksen - Puerto Rico – Paulina Avilés-Feshold - Zimbabwe – Sakhile Dube                                                                                                 |
| Top 12                      | - Brazil – Jéssica Pedroso - Cuba – Daphné Nivelles - Nigeria – Esther Oluwatosin Ajayi - Bồ Đào Nha – Maria Rosado                                                                                                 |
| Top 20                      | - Cộng hòa Séc – Anežka Heralecká - Ethiopia – Hiwot Kassa - Ireland – Alannah Larkin - Namibia – Diana Adimba - Na Uy – Lilly Sødal - Philippines – Jenny Ramp - Slovenia – Lea Prstec - Việt Nam – Thạch Thu Thảo |

### Thứ tự công bố
| 1. Bỉ 2. Ethiopia 3. Brazil 4. Úc 5. Colombia 6. Namibia 7. Hà Lan 8. Palestine 9. Cuba 10. Nigeria 11. Ireland 12. Hàn Quốc 13. Slovenia 14. Zimbabwe 15. Việt Nam 16. Na Uy 17. Puerto Rico 18. Cộng hòa Séc 19. Philippines 20. Bồ Đào Nha | 1. Brazil 2. Bỉ 3. Zimbabwe 4. Nigeria 5. Colombia 6. Úc 7. Puerto Rico 8. Palestine 9. Cuba 10. Bồ Đào Nha 11. Hà Lan 12. Hàn Quốc | 1. Palestine 2. Úc 3. Hàn Quốc 4. Zimbabwe 5. Colombia 6. Bỉ 7. Puerto Rico 8. Hà Lan | 1. Úc 2. Colombia 3. Palestine 4. Hàn Quốc |

## Bảng huy chương
| Thứ hạng | Quốc gia/Vùng lãnh thổ | Vàng | Bạc | Đồng | Tổng |
| -------- | ---------------------- | ---- | --- | ---- | ---- |
| 1        | Nigeria                | 5    | 0   | 0    | 5    |
| 2        | Colombia               | 3    | 0   | 1    | 4    |
| 2        | Hàn Quốc               | 3    | 0   | 1    | 4    |
| 3        | Belarus                | 3    | 0   | 0    | 3    |
| 4        | Cuba                   | 2    | 2   | 0    | 4    |
| 5        | Chile                  | 2    | 0   | 1    | 3    |
| 6        | Úc                     | 1    | 1   | 1    | 3    |
| 7        | Hà Lan                 | 1    | 1   | 0    | 2    |
| 7        | Nga                    | 1    | 1   | 0    | 2    |
| 8        | Philippines            | 1    | 0   | 2    | 3    |
| 8        | Hoa Kỳ                 | 1    | 0   | 2    | 3    |
| 9        | Ireland                | 1    | 0   | 1    | 2    |
| 9        | Venezuela              | 1    | 0   | 1    | 2    |
| 10       | Brazil                 | 1    | 0   | 0    | 1    |
| 10       | Ecuador                | 1    | 0   | 0    | 1    |
| 10       | Indonesia              | 1    | 0   | 0    | 1    |
| 10       | Mexico                 | 1    | 0   | 0    | 1    |
| 11       | Bồ Đào Nha             | 0    | 2   | 1    | 3    |
| 12       | Puerto Rico            | 0    | 2   | 0    | 2    |
| 12       | Zimbabwe               | 0    | 2   | 0    | 2    |
| 13       | Mông Cổ                | 0    | 1   | 0    | 1    |
| 13       | New Zealand            | 0    | 1   | 0    | 1    |
| 13       | Panama                 | 0    | 1   | 0    | 1    |
| 13       | Peru                   | 0    | 1   | 0    | 1    |
| 13       | Ba Lan                 | 0    | 1   | 0    | 1    |
| 13       | Tây Ban Nha            | 0    | 1   | 0    | 1    |
| 14       | Áo                     | 0    | 0   | 1    | 1    |
| 14       | Cộng hòa Dân chủ Congo | 0    | 0   | 1    | 1    |
| 14       | Pháp                   | 0    | 0   | 1    | 1    |
| 14       | Haiti                  | 0    | 0   | 1    | 1    |
| 14       | Slovenia               | 0    | 0   | 1    | 1    |
| 14       | Thái Lan               | 0    | 0   | 1    | 1    |

## Các phần thi
| Phần thi                 | Phần thi                        | Vàng                               | Bạc                                 | Đồng |
| ------------------------ | ------------------------------- | ---------------------------------- | ----------------------------------- | ---- |
| Áo tắm                   |                                 |                                    |                                     |      |
| Châu Phi                 | Esther Oluwatosin Ajayi Nigeria | Sakhile Dube Zimbabwe              | Abuana Nkumu Cộng hòa Dân chủ Congo |      |
| Châu Á - Thái Bình Dương | Mina Sue Choi Hàn Quốc          | Sheridan Mortlock Úc               | Jenny Ramp Philippines              |      |
| Châu Âu                  | Laliya Livava Belarus           | Ekaterina Velmakina Nga            | Alannah Larkin Ireland              |      |
| Châu Mỹ                  | Andrea Aguilera Colombia        | Sheyla Ravelo Cuba                 | Daniela Riquelme Chile              |      |
|                          |                                 |                                    |                                     |      |
| Trang phục biển          |                                 |                                    |                                     |      |
| Nhóm KHÔNG KHÍ           | Mina Sue Choi Hàn Quốc          | Julia Baryga Ba Lan                | Oriana Pablos Venezuela             |      |
| Nhóm LỬA                 | Andrea Aguilera Colombia        | Sheyla Ravelo Cuba                 | Sheridan Mortlock Úc                |      |
| Nhóm NƯỚC                | Jéssica Pedroso Brazil          | Merel Hendriksen Hà Lan            | Brielle Simmons Hoa Kỳ              |      |
| Nhóm SINH THÁI           | Daniela Riquelme Chile          | Maria Rosado Bồ Đào Nha            | Chawanphat Kongnim Thái Lan         |      |
|                          |                                 |                                    |                                     |      |
| Tài năng                 |                                 |                                    |                                     |      |
| Nhóm KHÔNG KHÍ           | Ekaterina Velmakina Nga         | Simran Madan New Zealand           | Katharina Prager Áo                 |      |
| Nhóm LỬA                 | Sheyla Ravelo Cuba              | Valeria Solis Panama               | Alison Carrasco Pháp                |      |
| Nhóm NƯỚC                | Alannah Larkin Ireland          | Sakhile Dube Zimbabwe              | Lea Prstec Slovenia                 |      |
| Nhóm SINH THÁI           | Esther Oluwatosin Ajayi Nigeria | Nandin Sergelen Mông Cổ            | Maria Rosado Bồ Đào Nha             |      |
|                          |                                 |                                    |                                     |      |
| Trang phục dạ hội        |                                 |                                    |                                     |      |
| Nhóm KHÔNG KHÍ           | Mina Sue Choi Hàn Quốc          | Paulina Avilés-Feshold Puerto Rico | Jenny Ramp Philippines              |      |
| Nhóm LỬA                 | Sheyla Ravelo Cuba              | Nancy Salazar Peru                 | Andrea Aguilera Colombia            |      |
| Nhóm NƯỚC                | Susan Toledo Ecuador            | Aya Kohen Tây Ban Nha              | Brielle Simmons Hoa Kỳ              |      |
| Nhóm SINH THÁI           | Daniela Riquelme Chile          | Maria Rosado Bồ Đào Nha            | Anne Paami Estima Haiti             |      |
|                          |                                 |                                    |                                     |      |
| Trang phục nghỉ dưỡng    |                                 |                                    |                                     |      |
| Nhóm KHÔNG KHÍ           | Oriana Pablos Venezuela         | Paulina Avilés-Feshold Puerto Rico | Mina Sue Choi Hàn Quốc              |      |

| Giải thưởng                   | Châu Á - Thái Bình Dương             | Châu Âu                     | Châu Mỹ                         | Châu Phi                            |
| ----------------------------- | ------------------------------------ | --------------------------- | ------------------------------- | ----------------------------------- |
| Trang phục truyền thống       | - Indonesia – Karina Fariza Basrewan | - Belarus – Laliya Livava   | - Hoa Kỳ – Brielle Simmons      | - Nigeria – Esther Oluwatosin Ajayi |
| Trang phục Fauna              | - Philippines – Jenny Ramp           | - Belarus – Laliya Livava   | - Mexico – Indira Peréz Meneses | - Nigeria – Esther Oluwatosin Ajayi |
| Darling of the Press          | - Úc – Sheridan Mortlock             | - Hà Lan – Merel Hendriksen | - Colombia – Andrea Aguilera    | - Nigeria – Esther Oluwatosin Ajayi |
| Video sinh thái ấn tượng nhất | - Nepal – Sareesha Shrestha          | - Ireland – Alannah Larkin  | - Colombia – Andrea Aguilera    | - Namibia – Diana Adimba            |

### Miss Isla de Romblon (Sponsor) - Fire Group[2]
| Danh hiệu            | Thí sinh                     |
| -------------------- | ---------------------------- |
| Miss Isla de Romblon | - Cuba – Sheyla Ravelo       |
| Best in Swimwear     | - Colombia – Andrea Aguilera |
| Miss Photogenic      | - Colombia – Andrea Aguilera |
| Miss Congeniality    | - Úc – Sheridan Mortlock     |

### Brooke's Point Palawan - Water Group[3]
| Danh hiệu                   | Thí sinh                   |
| --------------------------- | -------------------------- |
| Miss Brooke's Point Palawan | - Brazil – Jéssica Pedroso |
| Best in Cocktail Dress      | - Zimbabwe – Sakhile Dube  |
| Best in Fauna Attire        | - Zimbabwe – Sakhile Dube  |
| Best in Creative Dress      | - Réunion – Thaïs Paus     |

### Miss Earth Ligao - Fire Group[4]
| Danh hiệu                    | Thí sinh                              |
| ---------------------------- | ------------------------------------- |
| Miss Earth Ligao             | - Canada – Jessica Victoria Cianchino |
| Miss Earth Air Ligao         | - Bỉ – Daphné Nivelles                |
| Miss Earth Water Ligao       | - Colombia – Andrea Aguilera          |
| Miss Earth Fire Ligao        | - Úc – Sheridan Mortlock              |
| Miss Earth Eco-Tourism Ligao | - Indonesia – Karina Fariza Basrewan  |

### Miss Tubod Festival Queen - Water Group[5]
| Danh hiệu                 | Thí sinh |
| ------------------------- | --- |
| Miss Tubod Festival Queen | - Hoa hậu: Brazil – Jéssica Pedroso - Á hậu 1: Zimbabwe – Sakhile Dube - Á hậu 2: Hà Lan – Merel Hendriksen      |
| Best in Fashion Gown      | - Chiến thắng: Hà Lan – Merel Hendriksen - Giải nhì: Brazil – Jéssica Pedroso - Giải ba: Zimbabwe – Sakhile Dube |
| Miss Congeniality         | - Kyrgyzstan – Aizhan Chanacheva                                                                                 |
| Miss Photogenic           | - Bosna và Hercegovina – Dajana Šnjegota                                                                         |

## Các giải thưởng đặc biệt
| Danh hiệu                 | Thí sinh                               |
| ------------------------- | -------------------------------------- |
| Miss Flavor Cartel        | - Puerto Rico – Paulina Avilés-Feshold |
| Miss Lakeshore            | - Philippines – Jenny Ramp             |
| Miss Mexico, Pampanga     | - Hàn Quốc – Mina Sue Choi             |
| Miss Rain or Shine        | - Zimbabwe – Sakhile Dube              |
| Miss Diamond Logistics    | - Zimbabwe – Sakhile Dube              |
| Best in Production Number | - Zimbabwe – Sakhile Dube              |
| Miss Infinity Closet      | - Úc – Sheridan Mortlock               |
| Miss PonteFino States     | - Bỉ – Daphné Nivelles                 |
| Miss Hello Glow           | - Bỉ – Daphné Nivelles                 |
| Miss PonteFino Hotel      | - Canada – Jessica Victoria Cianchino  |
| Miss Ever Bilena          | - Canada – Jessica Victoria Cianchino  |
| Miss Estancia de Lorenzo  | - Chile – Daniela Riquelme             |
| Miss MGH Aesthetic Choice | - Brazil – Jéssica Pedroso             |
| Miss Fit and Fab          | - Brazil – Jéssica Pedroso             |
| Miss Tuburan Coffee       | - Brazil – Jéssica Pedroso             |
| Miss Careline             | - Úc – Sheridan Mortlock               |
| Miss Blackwater Woman     | - Mexico – Indira Peréz Meneses        |
| Miss Ever Organics        | - Cuba – Sheyla Ravelo                 |
| Miss Hya Loo              | - Bồ Đào Nha – Maria Rosado            |
| Miss Spotlight            | - Colombia – Andrea Aguilera           |
| Miss Earth Kumu           | - Colombia – Andrea Aguilera           |

## Phần ứng xử hay nhất

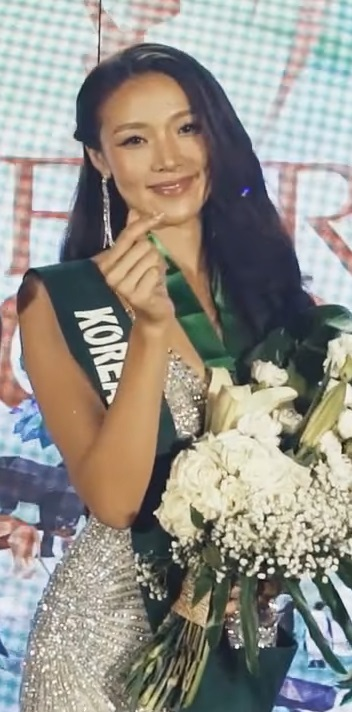
Miss Earth 2022 Mina Sue Choi during their pre-pageant activities in Tarlac, Philippines (2022)

Câu hỏi trong phần thi ứng xử của Hoa hậu Trái Đất 2022: "Một điều bạn muốn sửa chữa trên thế giới là gì? Và bạn sẽ sửa chữa nó như thế nào?"
Câu trả lời của Hoa hậu Trái Đất 2022: "Nếu có điều gì đó tôi muốn sửa chữa trên thế giới này, đó sẽ là sự đồng cảm. Chúng ta thường nhầm lẫn lòng tốt là đồng cảm, nhưng điều đồng cảm thực sự là đặt mình vào vị trí của người khác. Và khi nói đến vấn đề khí hậu cũng như các vấn đề khác trên thế giới này, người ta phải đồng cảm.
Bạn cần thực sự thấy người khác nhìn nhận thế giới này như thế nào. Bạn cần hiểu nỗi đau của họ bằng cách ở trong vị trí của họ. Điều đó khiến tôi cảm thấy lòng tốt khác với sự đồng cảm. Và nếu tôi có cơ hội, tôi sẽ định nghĩa lại hai khái niệm này." - Mina Sue Choi, đại diện của Hàn Quốc.

## Thí sinh tham gia
Cuộc thi có tổng cộng 85 thí sinh tham gia:
| Quốc gia/Vùng lãnh thổ | Thí sinh                   | Tuổi | Chiều cao               | Quê quán               | Nhóm      |
| ---------------------- | -------------------------- | ---- | ----------------------- | ---------------------- | --------- |
| Albania                | Rigelsa Cybi               | 25   | 1,70 m (5 ft 7 in)      | Tirana                 | NƯỚC      |
| Argentina              | Sofía Martinoli            | 23   | 1,68 m (5 ft 6 in)      | Berisso                | KHÔNG KHÍ |
| Úc                     | Sheridan Mortlock          | 22   | 1,72 m (5 ft 7+1⁄2 in)  | Paddington             | LỬA       |
| Áo                     | Katharina Prager           | 19   | 1,71 m (5 ft 7+1⁄2 in)  | Weitra                 | KHÔNG KHÍ |
| Belarus                | Laliya Livava              | 25   | 1,75 m (5 ft 9 in)      | Minsk                  | SINH THÁI |
| Bỉ                     | Daphné Nivelles            | 22   | 1,70 m (5 ft 7 in)      | Sint-Truiden           | LỬA       |
| Belize                 | Simone Sleeuw              | 24   | 1,70 m (5 ft 7 in)      | Caye Caulker           | KHÔNG KHÍ |
| Bolivia                | Fabiane Valdivia           | 23   | 1,73 m (5 ft 8 in)      | Santa Cruz             | SINH THÁI |
| Bosna và Hercegovina   | Dajana Šnjegota            | 19   | 1,76 m (5 ft 9+1⁄2 in)  | Srbac                  | NƯỚC      |
| Brazil                 | Jéssica Pedroso            | 23   | 1,74 m (5 ft 8+1⁄2 in)  | São Paulo              | NƯỚC      |
| Bulgaria               | Anjelina Nateva            | 24   | 1,69 m (5 ft 6+1⁄2 in)  | Sofia                  | LỬA       |
| Burundi                | Lauria Nishimwe            | 21   | 1,78 m (5 ft 10 in)     | Bujumbura              | KHÔNG KHÍ |
| Cabo Verde             | Tayrine da Veiga           | 24   | 1,69 m (5 ft 6+1⁄2 in)  | Tarrafal               | NƯỚC      |
| Cameroon               | Prandy Noella              | 22   | 1,70 m (5 ft 7 in)      | Douala                 | LỬA       |
| Canada                 | Jessica Victoria Cianchino | 23   | 1,68 m (5 ft 6 in)      | Markham                | LỬA       |
| Chile                  | Daniela Riquelme           | 22   | 1,70 m (5 ft 7 in)      | Los Ángeles            | SINH THÁI |
| Trung Quốc             | Wang Shiqi                 | 21   | 1,75 m (5 ft 9 in)      | Thượng Hải             | NƯỚC      |
| Colombia               | Andrea Aguilera            | 25   | 1,72 m (5 ft 7+1⁄2 in)  | Medellín               | LỬA       |
| Croatia                | Patricia Hanžek            | 20   | 1,72 m (5 ft 7+1⁄2 in)  | Osijek                 | LỬA       |
| Cuba                   | Sheyla Ravelo              | 22   | 1,68 m (5 ft 6 in)      | Artemisa               | LỬA       |
| Cộng hòa Séc           | Anežka Heralecká           | 20   | 1,74 m (5 ft 8+1⁄2 in)  | Jihlava                | LỬA       |
| Cộng hòa Dominican     | Nieves Marcano             | 24   | 1,70 m (5 ft 7 in)      | María Trinidad Sánchez | NƯỚC      |
| Cộng hòa Dân chủ Congo | Abuana Nkumu               | 28   | 1,72 m (5 ft 7+1⁄2 in)  | Kinshasa               | SINH THÁI |
| Ecuador                | Susan Toledo               | 20   | 1,73 m (5 ft 8 in)      | Salinas                | NƯỚC      |
| Anh                    | Beth Rice                  | 27   | 1,69 m (5 ft 6+1⁄2 in)  | Suffolk                | KHÔNG KHÍ |
| Estonia                | Liisi Tammoja              | 20   | 1,73 m (5 ft 8 in)      | Pärnu                  | KHÔNG KHÍ |
| Ethiopia               | Hiwot Kassa                | 23   | 1,74 m (5 ft 8+1⁄2 in)  | Addis Ababa            | LỬA       |
| Pháp                   | Alison Carrasco            | 25   | 1,74 m (5 ft 8+1⁄2 in)  | Toulouse               | LỬA       |
| Ghana                  | Eunice Nkeyasen            | 23   | 1,70 m (5 ft 7 in)      | Nkwanta                | LỬA       |
| Haiti                  | Anne Paami Estima          | 21   | 1,74 m (5 ft 8+1⁄2 in)  | Port-au-Prince         | SINH THÁI |
| Hy Lạp                 | Georgia Nastou             | 23   | 1,80 m (5 ft 11 in)     | Athens                 | LỬA       |
| Hồng Kông              | Alison Men Cheung          | 28   | 1,66 m (5 ft 5+1⁄2 in)  | Du Tiêm Vượng          | LỬA       |
| Ấn Độ                  | Vanshika Parmar            | 18   | 1,63 m (5 ft 4 in)      | Himachal Pradesh       | SINH THÁI |
| Indonesia              | Karina Fariza Basrewan     | 26   | 1,64 m (5 ft 4+1⁄2 in)  | Jakarta                | LỬA       |
| Iran                   | Mahrou Ahmadi              | 24   | 1,77 m (5 ft 9+1⁄2 in)  | Tehran                 | KHÔNG KHÍ |
| Iraq                   | Jihan Majid                | 20   | 1,70 m (5 ft 7 in)      | Wasit                  | SINH THÁI |
| Ireland                | Alannah Larkin             | 18   | 1,73 m (5 ft 8 in)      | Eyrecourt              | NƯỚC      |
| Nhật Bản               | Manae Matsumoto            | 25   | 1,68 m (5 ft 6 in)      | Saitama                | LỬA       |
| Hàn Quốc               | Mina Sue Choi              | 23   | 1,73 m (5 ft 8 in)      | Incheon                | KHÔNG KHÍ |
| Kosovo                 | Vonesa Alijaj              | 25   | 1,74 m (5 ft 8+1⁄2 in)  | Gjakova                | SINH THÁI |
| Kyrgyzstan             | Aizhan Chanacheva          | 23   | 1,79 m (5 ft 10+1⁄2 in) | Naryn                  | NƯỚC      |
| Lào                    | Tato Jitana Khidaphone     | 24   | 1,70 m (5 ft 7 in)      | Viêng Chăn             | KHÔNG KHÍ |
| Malaysia               | Kajel Kaur                 | 26   | 1,68 m (5 ft 6 in)      | Ipoh                   | NƯỚC      |
| Malta                  | Kim Pelham                 | 25   | 1,65 m (5 ft 5 in)      | St. Julian's           | NƯỚC      |
| Mauritius              | Jodie Pyndiah              | 23   | 1,80 m (5 ft 11 in)     | Mahébourg              | LỬA       |
| Mexico                 | Indira Peréz Meneses       | 23   | 1,68 m (5 ft 6 in)      | Veracruz               | SINH THÁI |
| Mông Cổ                | Nandin Sergelen            | 18   | 1,82 m (5 ft 11+1⁄2 in) | Ulaanbaatar            | SINH THÁI |
| Montenegro             | Anđela Drašković           | 22   | 1,67 m (5 ft 5+1⁄2 in)  | Podgorica              | SINH THÁI |
| Namibia                | Diana Adimba               | 23   | 1,68 m (5 ft 6 in)      | Windhoek               | SINH THÁI |
| Nepal                  | Sareesha Shrestha          | 25   | 1,65 m (5 ft 5 in)      | Lalitpur               | LỬA       |
| Hà Lan                 | Merel Hendriksen           | 24   | 1,79 m (5 ft 10+1⁄2 in) | Kesteren               | NƯỚC      |
| New Zealand            | Simran Madan               | 21   | 1,69 m (5 ft 6+1⁄2 in)  | Auckland               | KHÔNG KHÍ |
| Nigeria                | Esther Oluwatosin Ajayi    | 27   | 1,70 m (5 ft 7 in)      | Ekiti                  | SINH THÁI |
| Bắc Macedonia          | Angela Vasilevska          | 24   | 1,78 m (5 ft 10 in)     | Skopje                 | SINH THÁI |
| Na Uy                  | Lilly Sødal                | 19   | 1,75 m (5 ft 9 in)      | Kristiansand           | KHÔNG KHÍ |
| Pakistan               | Anniqa Jamal Iqbal         | 21   | 1,74 m (5 ft 8+1⁄2 in)  | Karachi                | NƯỚC      |
| Palestine              | Nadeen Ayoub               | 27   | 1,75 m (5 ft 9 in)      | Ramallah               | NƯỚC      |
| Panama                 | Valeria Solis              | 18   | 1,80 m (5 ft 11 in)     | Thành phố Panama       | LỬA       |
| Peru                   | Nancy Salazar              | 23   | 1,75 m (5 ft 9 in)      | Piura                  | LỬA       |
| Philippines            | Jenny Ramp                 | 19   | 1,70 m (5 ft 7 in)      | Santa Ignacia          | KHÔNG KHÍ |
| Ba Lan                 | Julia Baryga               | 19   | 1,74 m (5 ft 8+1⁄2 in)  | Łódź                   | KHÔNG KHÍ |
| Bồ Đào Nha             | Maria Rosado               | 21   | 1,78 m (5 ft 10 in)     | Ourém                  | SINH THÁI |
| Puerto Rico            | Paulina Avilés-Feshold     | 20   | 1,75 m (5 ft 9 in)      | Carolina               | KHÔNG KHÍ |
| Réunion                | Thaïs Paus                 | 20   | 1,78 m (5 ft 10 in)     | Saint-Denis            | NƯỚC      |
| Romania                | Aura Dosoftei              | 27   | 1,69 m (5 ft 6+1⁄2 in)  | Bucharest              | SINH THÁI |
| Nga                    | Ekaterina Velmakina        | 19   | 1,82 m (5 ft 11+1⁄2 in) | Moskva                 | KHÔNG KHÍ |
| Scotland               | Marcie Reid                | 27   | 1,63 m (5 ft 4 in)      | Glasgow                | SINH THÁI |
| Senegal                | Diagne Ndeye Ngoné         | 24   | 1,80 m (5 ft 11 in)     | Dakar                  | SINH THÁI |
| Serbia                 | Milica Krstović            | 19   | 1,76 m (5 ft 9+1⁄2 in)  | Belgrade               | KHÔNG KHÍ |
| Sierra Leone           | Shalom Prosperia Ella John | 18   | 1,80 m (5 ft 11 in)     | Freetown               | KHÔNG KHÍ |
| Singapore              | Charmaine Ng               | 23   | 1,63 m (5 ft 4 in)      | Singapore              | LỬA       |
| Slovakia               | Karolína Michalčíková      | 23   | 1,66 m (5 ft 5+1⁄2 in)  | Trenčín                | LỬA       |
| Slovenia               | Lea Prstec                 | 21   | 1,70 m (5 ft 7 in)      | Ptuj                   | NƯỚC      |
| Nam Phi                | Zipho Sithebe              | 21   | 1,65 m (5 ft 5 in)      | Durban                 | KHÔNG KHÍ |
| Nam Sudan              | Melang Kuol                | 28   |                         | Juba                   | KHÔNG KHÍ |
| Tây Ban Nha            | Aya Kohen                  | 21   | 1,71 m (5 ft 7+1⁄2 in)  | Sevilla                | NƯỚC      |
| Sri Lanka              | Udani Nethmi Senanayake    | 21   | 1,63 m (5 ft 4 in)      | Colombo                | LỬA       |
| Thái Lan               | Chawanphat Kongnim         | 25   | 1,80 m (5 ft 11 in)     | Lopburi                | SINH THÁI |
| Uganda                 | Caroline Ngabire           | 25   | 1,65 m (5 ft 5 in)      | Kyambogo               | SINH THÁI |
| Hoa Kỳ                 | Brielle Simmons            | 21   | 1,70 m (5 ft 7 in)      | Maryland               | NƯỚC      |
| Venezuela              | Oriana Pablos              | 25   | 1,74 m (5 ft 8+1⁄2 in)  | Caracas                | KHÔNG KHÍ |
| Việt Nam               | Thạch Thu Thảo             | 21   | 1,77 m (5 ft 9+1⁄2 in)  | Trà Vinh               | NƯỚC      |
| Wales                  | Shereen Brogan             | 24   | 1,63 m (5 ft 4 in)      | Cardiff                | LỬA       |
| Zambia                 | Joyce Mwansa               | 26   | 1,74 m (5 ft 8+1⁄2 in)  | Lusaka                 | KHÔNG KHÍ |
| Zimbabwe               | Sakhile Dube               | 25   | 1,79 m (5 ft 10+1⁄2 in) | Harare                 | NƯỚC      |

## Chú ý

### Lần đầu tham gia
- Burundi
- Cabo Verde
- Senegal

### Trở lại
| - Lần cuối tham gia vào năm 2011: - Hồng Kông - Lần cuối tham gia vào năm 2013: - Albania - Lần cuối tham gia vào năm 2015: - Cộng hòa Dân chủ Congo - Kosovo - Scotland - Lần cuối tham gia vào năm 2016: - Iraq - Namibia - Palestine | - Lần cuối tham gia vào năm 2017: - Ethiopia - Wales - Lần cuối tham gia vào năm 2019: - Haiti - Hàn Quốc - Malta - Slovakia - Nam Sudan - Lần cuối tham gia vào năm 2020: - Croatia - Ecuador - Mông Cổ - Pakistan - Ba Lan - Romania - Sierra Leone - Zambia |

### Bỏ cuộc
Trong thời gian diễn ra cuộc thi
- Honduras – Giám đốc quốc gia của Hoa hậu Trái Đất ở Honduras đưa ra thông báo Lesly Santos không thể tham gia cuộc thi vì lý do cá nhân. Cô được thay thế bởi Jennifer Valladares. Ban đầu, Jennifer được chọn thi đấu tại Hoa hậu Trái Đất 2023. Cô đã tham gia một số hoạt động sơ bộ và các phần thi ban đầu nhưng cô đã quyết định rút lui sau đó không rõ lý do.
- Liban – Ayah Bajuok đã tham gia một số hoạt động sơ bộ và các phần thi ban đầu nhưng cô đã quyết định rút lui sau đó không rõ lý do.
- Liberia – Essiana Weah đã tham gia một số hoạt động sơ bộ và các phần thi ban đầu nhưng cô đã quyết định rút lui sau đó không rõ lý do.
- Myanmar – Thawn Han Thar đã tham gia một số hoạt động sơ bộ và các phần thi ban đầu nhưng cô đã quyết định rút lui sau đó không rõ lý do.
- Bắc Mariana – Katherine Maria Johnson đã tham gia một số hoạt động sơ bộ và các phần thi ban đầu nhưng cô đã quyết định rút lui trước đêm chung kết không rõ lý do.
- Somalia – Hibaq Ahmed đã tham gia các phần thi ban đầu nhưng rút lui sau đó vì sơ suất của giám đốc quốc gia.

Trước cuộc thi
- Angola
- Armenia
- Bangladesh
- Botswana
- Cộng hòa Tự trị Krym
- Đan Mạch
- Gambia
- Guadeloupe
- Ý
- Kenya
- Latvia
- Rwanda
- Thụy Điển
- Syria
- Ukraine

### Không tham gia
- Campuchia – Soriyan Hang đã từ bỏ danh hiệu vì không thể tham gia cuộc thi do vấn đề sức khỏe.
- Guatemala – Eilyn Lira thông báo đã từ bỏ danh hiệu "Hoa hậu Trái Đất Guatemala 2022".
- Kazakhstan – Anna Glubokovskaya
- Paraguay – Macarena Tomas không thể tham gia cuộc thi do vượt quá độ tuổi quy định của Tổ chức Hoa hậu Trái Đất.
- Tunisia – Imen Mehrzi
- Uruguay – Lesly Lemos

### Chỉ định
- Cabo Verde – Tayrine da Veiga được chỉ định làm đại diện năm nay. Cô là Á hậu 1 của cuộc thi "Hoa hậu Quốc tế Cabo Verde 2022".
- Colombia – Andrea Aguilera được chỉ định làm đại diện cho Colombia bởi Tổ chức Hoa hậu Trái Đất Colombia. Cô đăng quang "Hoa hậu Thế giới Colombia 2021".
- Ecuador – Susan Toledo được chỉ định làm "Hoa hậu Trái Đất Ecuador 2022" bởi Tổ chức Hoa hậu Trái Đất Ecuador. Cô đăng quang "Hoa hậu Sinh thái Ecuador 2021".
- Haiti – Paul Anne Paami Estima được chỉ định làm đại diện năm nay. Cô đăng quang "Hoa hậu Tuổi Teen Toàn cầu Haiti 2022" và "Hoa hậu Quốc tế Tối cao Haiti 2022".
- Iraq – Jihan Majid được chỉ định làm "Hoa hậu Trái Đất Iraq 2022" bởi Tổ chức Hoa hậu Iraq. Cô là Á hậu 2 của cuộc thi "Hoa hậu Iraq 2022".
- Hàn Quốc – Mina Sue Choi được chỉ định làm đại diện cho Hàn Quốc bởi Giám đốc quốc gia của Tổ chức "Hoa hậu Hàn Quốc". Cô là Á hậu 1 của cuộc thi "Hoa hậu Hàn Quốc 2021".
- Lào – Tato Jitana Khidaphone được chỉ định làm "Hoa hậu Trái Đất Lào 2022". Cô lọt Top 11 cuộc thi "Hoa hậu Hòa bình Lào 2022".
- Malta – Kim Pelhan được chỉ định là "Hoa hậu Trái Đất Malta 2022" bởi Tổ chức Hoa hậu Malta. Cô đăng quang "Hoa hậu Malta 2021".
- Namibia – Diana Andimba được chỉ định là "Hoa hậu Trái Đất Namibia 2022" bởi Tổ chức Hoa hậu Namibia. Cô đoạt danh hiệu Á hậu 2 tại "Hoa hậu Namibia 2022".
- Bắc Mariana – Katherine Maria Johnson được chỉ định thi đấu tại cuộc thi năm nay. Cô là Á hậu 3 của "Hoa hậu Trái Đất Bắc Mariana 2019".
- Ba Lan – Julia Baryga được chỉ định thi đấu tại cuộc thi năm nay. Cô đoạt danh hiệu Á hậu 2 tại "Hoa hậu Ba Lan (Miss Polonia) 2022".
- Slovakia – Karolína Michalčíková được chỉ định thi đấu tại cuộc thi năm nay. Cô đăng quang "Hoa hậu Hoàn vũ Slovakia 2022".
- Việt Nam – Thạch Thu Thảo được chỉ định làm đại diện cho Việt Nam bởi Nova Entertainment, đơn vị nắm giữ bản quyền Hoa hậu Trái Đất tại Việt Nam. Cô là Á hậu 2 của cuộc thi "Hoa hậu Các dân tộc Việt Nam 2022".[58]
- Zimbabwe – Sakhile Dube được chỉ định làm "Hoa hậu Trái Đất Zimbabwe 2022". Cô lọt Top 10 cuộc thi "Nữ hoàng Zimbabwe 2022".

### Thay thế
- Indonesia – Eunike Suwandi, người đẹp đăng quang Công chúa Trái Đất Indonesia 2021 không thể tham gia cuộc thi năm nay do tổ chức cuộc thi đã đánh mất bản quyền Hoa hậu Trái Đất. Cô được thay thế bởi đại diện mới là Karina Fariza Basrewan.
- Hoa Kỳ – Người chiến thắng ấn bản cuộc thi Hoa hậu Trái Đất Mỹ 2022 Natalia Salmon đã bị tước vương miện không rõ lý do. Cô được thay thế bởi Á hậu 2 Brielle Simmons sau khi Á hậu 1 Faith Porter quyết định đại diện Washington, D.C. tại Hoa hậu Mỹ (Miss USA) 2022. Thông báo được đưa ra bởi Laura Clark, giám đốc quốc gia của cuộc thi Hoa hậu Trái Đất ở Hoa Kỳ.[59]
- Venezuela – Elizabeth Gasiba, cô đăng quang Hoa hậu Trái Đất Venezuela 2022 nhưng cô từ bỏ danh hiệu vì lý do học tập. Đại diện thay thế cô là Oriana Pablos, người đoạt danh hiệu Á hậu 3 tại "Hoa hậu Venezuela 2019". Thông báo chính thức được đưa ra bởi Tổ chức Hoa hậu Trái Đất Venezuela.
- Zambia – Chileshe Wakumelo đã tham gia một số hoạt động sơ bộ nhưng cô không thể tiếp tục vì lý do cá nhân. Cô được thay thế bởi đại diện mới là Á hậu 1 Hoa hậu Trái Đất Zambia 2019 Joyce Mwansa.